# Hans Meyer (Pfarrer)
Hans Meyer (* 23. Mai 1910 in Düsseldorf; † 6. April 1971 in Mülheim an der Ruhr) war ein deutscher evangelischer Pfarrer. 

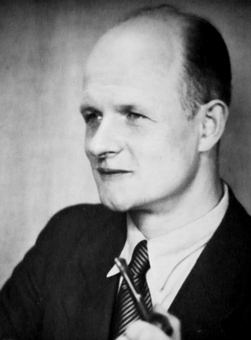
Hans Meyer

## Leben
Bis 1934 war Hans Meyer Vikar in der evangelischen Marktkirche in Neuwied. Als er sich jedoch im August 1934 der Bekennenden Kirche anschloss und dem neuen Reichsbischof Ludwig Müller den Gehorsam verweigerte, wurde er aus dem Kirchendienst entlassen und erhielt Predigtverbot. Es folgten mehrere Verhaftungen durch die Gestapo. Nach Beginn des Zweiten Weltkrieges wurde Meyer 1940 zur Wehrmacht eingezogen und nahm am Deutsch-Sowjetischen Krieg teil. Er erhielt das Eiserne Kreuz 2. und 1. Klasse.  Im Februar 1945 kam er wegen einer Verwundung als Hauptmann und Stadtkommandant in die Stadt Neuwied. Am 22. März 1945 hisste er beim Anrücken der US-Armee entgegen dem Befehl die Weiße Fahne auf dem Kirchturm der Marktkirche und erklärte Neuwied zur offenen Stadt.
1948 meldete er sich als einziger Pfarrer des Rheinlandes freiwillig zur Betreuung der deutschen Kriegsgefangenen nach Frankreich und verbrachte daraufhin ein Jahr in Lens. Von 1946 bis 1957 war er Pfarrer an der Auferstehungskirche in Oberkassel (Düsseldorf). Danach war er Landessozialpfarrer der rheinischen Kirche und lehrte als zweiter Studienleiter nach Günter Altner an der Evangelischen Akademie in Mülheim an der Ruhr. 
Meyer war ein Gründungsmitglied der Gesamtdeutschen Volkspartei (GVP) und setzte sich mit Gustav Heinemann gegen die Wiederbewaffnung der Bundesrepublik Deutschland ein.

## Ehrungen
- In Neuwied ist die Pfarrer Meyer Straße nach ihm benannt.